# Nupsskåka
Nupsskåka (norwegisch für Gipfelschacht) ist ein vereistes Tal im ostantarktischen Königin-Maud-Land. Im Kurzegebirge der Orvinfjella liegt es auf der Südwestseite des Nupsskarvet.
Norwegische Kartographen, die das Tal auch benannten, kartierten es anhand von Luftaufnahmen und Vermessungen der Dritten Norwegischen Antarktisexpedition (1956–1960).